# Red Bull RB20
La Red Bull RB20 è una monoposto di Formula 1 realizzata dalla scuderia Red Bull Racing per prendere parte dal campionato mondiale di Formula 1 2024.
La vettura è stata presentata il 16 febbraio 2024.

## Carriera agonistica

### Stagione

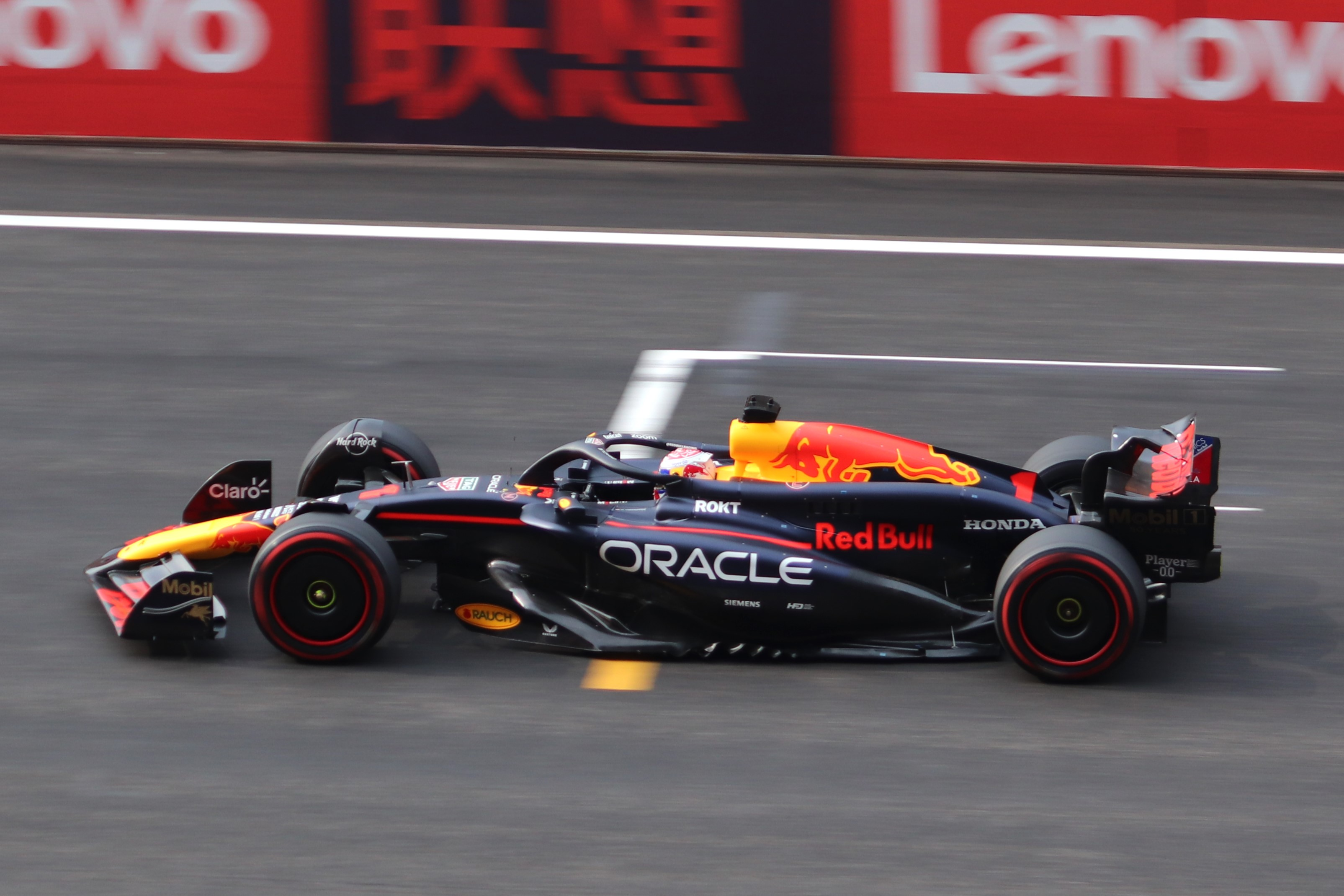
Vista laterale della RB20 di Max Verstappen durante le qualifiche del Gran Premio di Cina 2024

Viene confermata per il quarto anno consecutivo la line-up piloti composta dalla coppia formata da Max Verstappen e Sergio Pérez.
La vettura si rivela subito molto competitiva, riuscendo a vincere le prime 2 gare con entrambi i piloti nelle prime posizioni. Nel GP d'Australia Verstappen, partito dalla pole, viene superato da Sainz e successivamente è costretto a ritirarsi a causa di un problema al cestello dei freni, mentre Pérez arriverà solamente quinto. In Giappone e in Cina Max si afferma con Pérez secondo e terzo, a Miami invece a causa di una strategia non ottimale viene superato da Lando Norris arrivando secondo.
A Imola è di nuovo Max a imporsi, stavolta vincendo con un distacco esiguo su Lando Norris, Pérez terminerà ottavo. Nel successivo Gran Premio di Monaco La Red Bull fatica in qualifica con Verstappen che si qualifica sesto e Pérez che addirittura non passa il Q1, classificandosi diciottesimo. In gara Verstappen mantiene la sesta posizione, mentre Pérez è costretto al ritiro nel primo giro di gara dopo un incidente. Da qui la scuderia andrà incontro ad un vistoso calo di prestazioni, con il solo Verstappen capace di mantenere alto il livello vincendo i successivi due appuntamenti in Canada e Spagna, mentre Pérez ottiene un ritiro ed un ottavo posto. 
Nei successivi appuntamenti la vettura mostra un calo di competitività sempre più marcato, che colpisce anche le prestazioni del pilota olandese, e la serie negativa si intensifica fino a raggiungere il suo picco massimo nel Gran Premio d'Azerbaigian, dove il team viene superato nel mondiale costruttori dalla McLaren, perdendo la vetta della classifica che occupava ininterrottamente dal Gran Premio di Spagna 2022. Verstappen riesce poi ad ottenere due podi consecutivi a Singapore e ad Austin (2° e 3°), mentre Pérez è solo decimo e settimo. In Messico la situazione peggiora nuovamente, con il pilota olandese solo sesto (anche a causa di una penalità di 20 secondi per uno scontro con Lando Norris) e il messicano diciassettesimo; questo risultato comporta il sorpasso della Ferrari nella classifica costruttori, portando il team ad occupare la terza posizione.
Nel weekend successivo, Verstappen ritorna al successo nel rocambolesco GP del Brasile, con la scuderia che ritorna così alla vittoria dopo 10 gare di digiuno, eguagliando il record di gare senza vittoria per il leader del mondiale stabilito da Jenson Button nel 2009.
Il 24 Novembre, Verstappen porta la vettura alla matematica vittoria del titolo Piloti grazie alla quinta posizione conquistata al GP di Las Vegas davanti a Lando Norris. Al termine della stagione il team anglo-austriaco si piazza al terzo posto nei costruttori, posizione che non occupava dal 2019, rendendo Verstappen il primo campione del mondo piloti a vincere con la scuderia terza nei costruttori dal 1983 con Piquet su Brabham.

## Piloti
| Piloti ufficiali         | Piloti ufficiali | Piloti ufficiali |
| Nazione                  | Nome             | Numero           |
| ------------------------ | ---------------- | ---------------- |
| Paesi Bassi (bandiera)   | Max Verstappen   | 1                |
| Messico (bandiera)       | Sergio Pérez     | 11               |
| Piloti di riserva        |                  |                  |
| Nazione                  | Nome             | Numero           |
| Nuova Zelanda (bandiera) | Liam Lawson      | 40               |
| Francia (bandiera)       | Isack Hadjar     | 37               |

## Risultati in Formula 1
| Anno | Team            | Motore     | Gomme | Piloti     |   |   |     |   |   |    |   |     |     |   |    |    |   |   |   |   |     |    |    |    |     |    |     |     | Punti | Pos. |
| ---- | --------------- | ---------- | ----- | ---------- | - | - | --- | - | - | -- | - | --- | --- | - | -- | -- | - | - | - | - | --- | -- | -- | -- | --- | -- | --- | --- | ----- | ---- |
| 2024 | Red Bull Racing | Honda RBPT | P     | Verstappen | 1 | 1 | Rit | 1 | 1 | 21 | 1 | 6   | 1   | 1 | 51 | 2  | 5 | 4 | 2 | 6 | 5   | 2  | 31 | 6  | 14  | 5  | 18  | 6   | 589   | 3º   |
| 2024 | Red Bull Racing | Honda RBPT | P     | Pérez      | 2 | 2 | 5   | 2 | 3 | 43 | 8 | Rit | Rit | 8 | 78 | 17 | 7 | 7 | 6 | 8 | 17* | 10 | 7  | 17 | 118 | 10 | Rit | Rit | 589   | 3º   |

| Legenda | 1º posto     | 2º posto | 3º posto    | A punti         | Senza punti/Non class.  | Grassetto – Pole position Corsivo – Giro più veloce Apice – Risultato Sprint (A punti) |
| Legenda | Squalificato | Ritirato | Non partito | Non qualificato | Solo prove/Terzo pilota | Grassetto – Pole position Corsivo – Giro più veloce Apice – Risultato Sprint (A punti) |

* – Indica il pilota ritirato ma ugualmente classificato avendo coperto, come previsto dal regolamento, almeno il 90% della distanza di gara.